# 卡利拉亞湖
14°17′N 121°32′E / 14.29°N 121.53°E

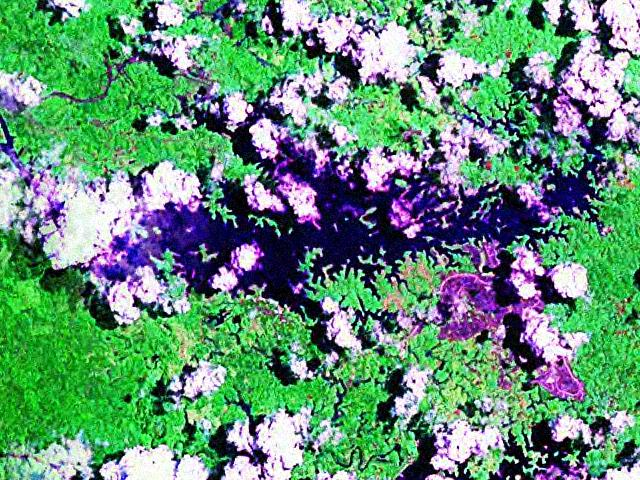

卡利拉亞湖是菲律賓的人工湖泊，由內湖省負責管轄，建於1939年，長8公里、寬3公里，面積10.5平方公里，海拔高度300米，湖岸線長度157公里，平均水深50米，最大水深65米，湖中有超過30座島嶼。